# چاه سنگی جبرانی ۲
چاه سنگی جبرانی ۲ مربوط به دوران‌های تاریخی پس از اسلام است و در شهرستان دیر، روستای جبرانی واقع شده و این اثر در تاریخ ۹ اردیبهشت ۱۳۸۲ با شمارهٔ ثبت ۸۴۰۳ به‌عنوان یکی از آثار ملی ایران به ثبت رسیده است.